# 椎名宇美
椎名宇美（ /）日本漫畫家。出生於日本神奈川縣。

## 經歷
23歲時開始創作漫畫。起初將作品發表於pixiv平台，後於2013年參加《Afternoon四季賞》，並在該年度冬季比賽中獲得佳作。
隨後，由於負責編輯對其佳作作品的肯定與建議，於2014年再次參加《Afternoon四季賞》。結果在秋季比賽中榮獲四季賞。同年11月，其四季賞獲獎作品〈波音醬〉刊登於《月刊Afternoon》（講談社），正式以漫畫家身份出道。
2016年，於《月刊Afternoon》開始連載《想觸碰青野同學所以我想死》，正式展開連載生涯。

## 作品
- 為了觸摸青野同學，所以我想死[3]（連載雜誌：月刊Afternoon《講談社》）

## 外部連結
- 椎名宇美的X（前Twitter）
- 椎名宇美的pixiv